# Flor de capomo
«Flor de capomo» es una canción mexicana de género norteño compuesta por José Molina Palma en 1969. Fue hecha originalmente en lengua yaqui como «Kapo sewa» o «Capo sewa», y fue popularizada en los años 1970 en su versión en español por el dueto Carlos y José.

## Historia
«Kapo sewa» fue compuesta por José Molina Palma y su hermano, ambos músicos yaquis integrantes de Los Hermanos Molina y originarios de la localidad de Pótam, Sonora. La popularidad en la región de la canción llevó a que fuera hecha una versión en español hecha por el mismo Molina Palma que fue traducida como «Flor de capomo» y popularizada por el dueto Carlos y José. 
Existe una disputa por los derechos de autor de la canción ya que fue registrada por el músico mexiquense Francisco Aldaco Mendoza. José Molina Palma disputa la autoría a nivel legal para tener las regalías de la canción.

## Descripción
La canción fue compuesta a una adolescente llamada Rosita Valencia que vivió en la localidad de Bataconcica, la cual el autor comparó con la flor del capomo o nenúfar azul (Nymphaea elegans). La planta está ligada al pueblo yaqui ya que es usada con fines medicinales. A nivel musical es un corrido norteño clásico en ritmo 3/4 en tono de G.